# アレクサンデル・コルヴィン・ゴシェフスキ

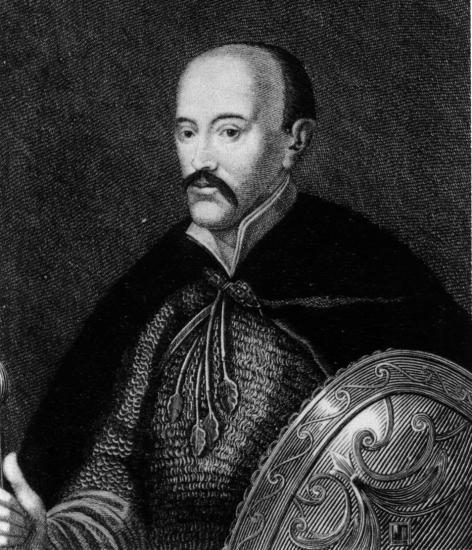
アレクサンデル・コルヴィン・ゴシェフスキ

アレクサンデル・コルヴィン・ゴシェフスキ（ポーランド語:Aleksander Korwin Gosiewski,? - 1639年）は、ポーランド・リトアニア共和国の貴族（シュラフタ）。1610年よりリトアニア記録官（Referendarz wielki litewski）、1615年よりリトアニア書記官、1625年よりスモレンスク県知事、1630年よりリトアニア野戦書記官を務め、ピンスクとヴェリジの代官でもあった。1613年12月に開催された国会では議長に選ばれた。
ゴシェフスキはスウェーデン・ポーランド戦争に従軍し、1605年のキルホルムの戦いなどに参加した。またロシア・ポーランド戦争にも従軍し、スモレンスク包囲戦などに参加、また1610年頃には共和国軍が占領したモスクワ・クレムリンにおかれたポーランド人守備隊の司令官となった。続く1612年から1618年まではスモレンスク要塞の司令官となり、この町を奪回しようと攻めてきたモスクワ国家軍を撃退した。やがてスウェーデン・ポーランド戦争が再び起きると、1621年から1628年まで主戦場となったインフランティ県で戦い続け、リクスナ、クシシュボルク、ディナブルクなどの戦闘で勝利し、スウェーデンによるリヴォニア全土の征服を阻止した。スモレンスク戦争（1632年 - 1634年）が起こると、ゴシェフスキは再びスモレンスク要塞の司令官に任じられ、国王ヴワディスワフ4世の軍勢が到着するまでの間、2度目の包囲から町を守り抜いた。
彼は知事を務めるスモレンスク県に多くの所領を得ることが出来たが、これはゴシェフスキの軍事的功績を認めた国王による報償であった。彼はまたヴィチェプスクとブジェシチにイエズス会の神学校を設立してもいる。
息子のヴィンツェンティ・コルヴィン・ゴシェフスキはリトアニア宮内長官、ヘトマンなどを務めた。